# Conus voluminalis
Conus voluminalis é uma espécie de gastrópode do gênero Conus, pertencente à família Conidae.

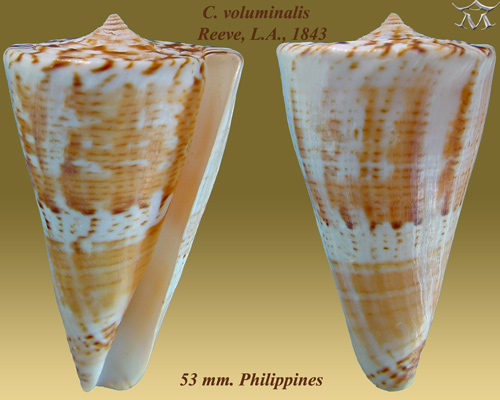
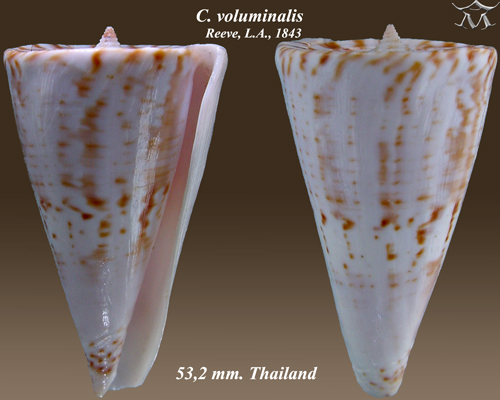
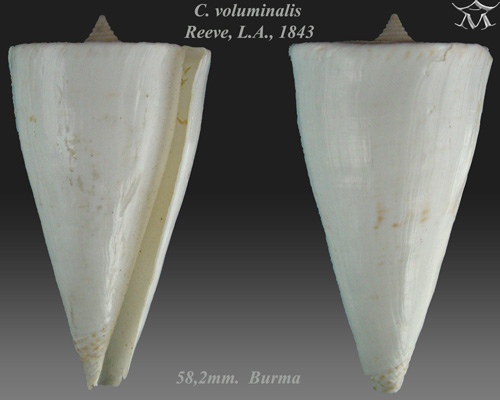